# Аркадия (барония)
Аркадия (фр. Arcadie, греч. Ὰρκαδία) — феодальное владение, существовавшее на северо-западном побережье Мессении в XIII—XV веках, и являвшееся фьефом Ахейского княжества.
Аркадия не входила в число двенадцати изначальных бароний Ахейского княжества. Эта территория с центром в одноимённом городе (ныне Кипарисия) была частью домена династии Виллардуэнов. Гильом II Виллардуэн, освобождённый из плена в конце 1261, пожаловал Аркадию во фьеф Вилену I д'Онэ, бежавшему в Морею после падения Латинской империи.
После смерти Вилена ок. 1269 барония была разделена между его сыновьями Эраром I и Жоффруа; первый сражался на стороне Карла Анжуйского против византийцев, в 1279 был взят в плен, где, по-видимому, и умер; второй к 1293 воссоединил обе половины сеньории. Де-факто с 1320 года Аркадия была завоёвана византийцами под командованием Андроника Палеолога Асеня, а попытавшиеся отбить её франки разбиты. Эрару после 1297 наследовал сын Вилен II, а тому его сын Эрар II, умерший до 1338 бездетным. Он оставил половину баронии своей жене Бальцане Гоццадини, которая вторым браком вышла за Пьетро далле Карчери, одного из триархов Эвбеи.
Дочь Вилена II Агнеса вышла в 1324 Этьена Ле Мора, сеньора де Сен-Совера. Их сын Эрар III унаследовал половину Аркадии и к 1344, кажется, вновь сумел объединить баронию. Его единственный сын умер в молодости, но одна из дочерей унаследовала Аркадию в 1388 и принесла её в приданое своему мужу Андронику Асеню Дзаккариа. Таким образом Аркадия вошла в состав пелопоннесских владений семьи Дзаккариа. Андронику наследовали сыновья Эрар IV и Чентурионе II. Внук Этьена Ле Мора и Агнесы Эрар Ласкарис безуспешно пытался оспаривать Аркадию после смерти Эрара III, но умер бездетным в 1409.
После завоевания византийцами в 1429—1430 остатков Ахейского княжества и включения их в состав Морейского деспотата, Аркадия была последней франкской баронией и просуществовала до смерти Чентурионе II в 1432 в качестве фьефа, предоставленного ему зятем — деспотом Фомой Палеологом. Затем Аркадия также была присоединена к Морее.

## Бароны Аркадии
- после 1261 — до 1269 — Вилен I д'Онэ (ум. до 1269)
- до 1269 — ок. 1279 — Эрар I д'Онэ
- до 1269 — после 1297 — Жоффруа д'Онэ
- после 1297 — ? — Вилен II д'Онэ
- ? — до 1338 — Эрар II д'Онэ
- до 1338 — 1388 Эрар III Ле Мор (ум. 1388)
- до 1338 — 1340 — Пьетро далле Карчери
- 1388—1401 — Андроник Асень Дзаккариа (ум. 1401)
- 1401 — ? — Эрар IV Дзаккариа
- 1401—1432 — Чентурионе II Дзаккариа (ум. 1432)